# Opel
Opel Automobile GmbH es una marca alemana de la industria automotriz, propiedad de la multinacional Stellantis, radicada en Ámsterdam, Países Bajos. La compañía diseña, fabrica y distribuye vehículos de pasajeros, vehículos comerciales ligeros y piezas de vehículos de la marca Opel y, junto con su marca hermana británica Vauxhall, están presentes en más de 60 países. Su sede central se encuentra en Rüsselsheim am Main, Hesse, Alemania.
La empresa fue fundada el 21 de enero de 1862 por Adam Opel en Rüsselsheim am Main e inicialmente se dedicaba a la fabricación de máquinas de coser. Entre 1929 y 2017, Opel fue parte de la multinacional estadounidense General Motors (GM) para luego pasar a ser una de las marcas de Groupe PSA entre 2017 y enero de 2021.
Durante los años 1960 y 1970, se produjo el gran apogeo de Opel, que en ese momento llegó a ser el segundo mayor fabricante de automóviles alemán después de Volkswagen e incluso consiguió liderar el mercado en algunos segmentos de vehículos.
Desde su integración en PSA y luego en Stellantis, fruto de la fusión entre FCA y PSA, ha enfocado su porvenir comercial en la ingeniería mecánica alemana, así como en su condición de líder de la electrificación dentro del consorcio. Además, desde 2021 las directivas de Stellantis están allanando el camino para el desarrollo comercial de la marca Opel a nivel mundial.

## Historia

### Como empresa independiente (1862-1929)

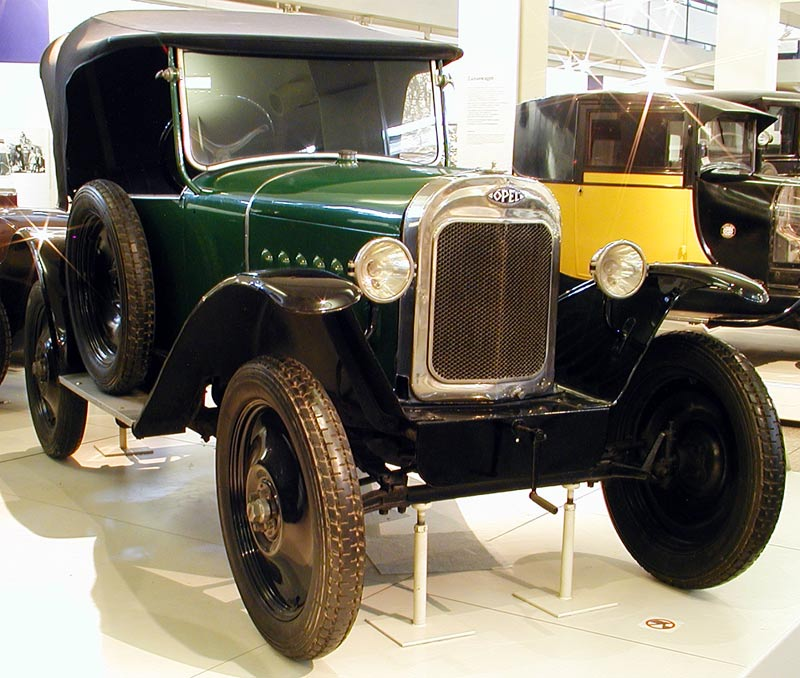
Opel Laubfrosch en 1924

Adam Opel fundó su fábrica de máquinas de coser el 21 de enero de 1862 en Rüsselsheim am Main, y en 1886 pasó también a fabricar bicicletas. A su fundador no le gustaban los automóviles y al morir en 1895, sus hijos fueron quienes se plantearon la posibilidad de entrar en el nuevo negocio debido a la caída de ventas de las bicicletas que entre tanto se habían convertido en su negocio principal. Así adquirieron Anhaltische Motorwagenfabrik en 1897, con lo que Opel Automobile GmbH abrió sus puertas en 1899 en un garaje de donde salieron 65 Opel hechos a mano.
En 1900, por diferencias de opinión entre los Opel y los directivos de la fábrica adquirida se cerró el departamento de automóviles. Para contrarrestarlo, pasaron a importar vehículos de los fabricantes francesas Renault y Darracq, para luego adquirir una licencia de fabricación de los Darracq (Opel-Darracq). En 1902 se presentó el primer automóvil 100% propio: un dos cilindros, 10/12 CV y 1894 cc. En 1904 lanzaron su primer cuatro cilindros, y en 1905 un motor ya grande con 6880 cc y 35/40 CV. Sin embargo la base de la marca eran los modelos pequeños como "Volksautomobil" y el popular "Doktorwagen".
Antes de la Primera Guerra Mundial, en 1914, la gama de productos de Opel ya era considerablemente extensa y llegaba a ofrecer hasta 100 CV (99 HP; 74 kW) para luego presentar su primer motor de seis cilindros en línea en 1916. Sin embargo, con la derrota definitiva de Alemania en la guerra, la situación económica del país empeoró, por lo que los seis cilindros no tuvieron éxito y en consecuencia los automóviles asequibles recuperaron su preeminencia. Ante esto, Opel decidió que el futuro estaba en la producción en cadena de un automóvil popular que se adaptara a la demanda del mercado alemán. Así en 1924 se instaló la cadena de producción y comenzó a producir en grandes cantidades el cuatro cilindros de 951 cm³ (58,0 pulgadas cúbicas) Laubfrosch, que tuvo un éxito inmediato.

### Como parte de General Motors (1929-2017) y PSA (2017-2021)

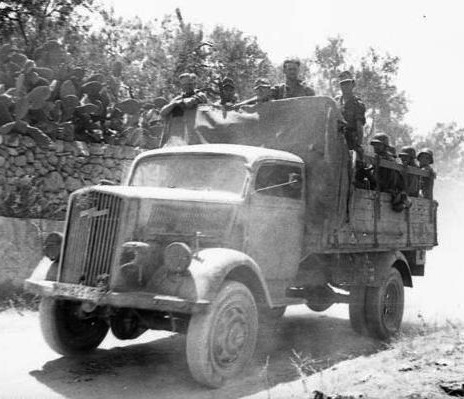
Durante la Segunda Guerra Mundial, mientras luchaba contra Estados Unidos, Alemania siguió pagando a GM los royalties por utilización de sus patentes en los camiones Blitz, que era idéntico al Bedford que utilizaban los británicos, otra subsidiaria de GM.

En 1929, General Motors adquirió Opel y conservó el nombre de la marca en sus productos. En 1935 la empresa presentó el Olympia, un automóvil compacto conmemorativo de los Juegos Olímpicos de Berlín 1936. Al año siguiente Opel inició la producción del primer Kadett, un automóvil familiar que se convirtió en el modelo más vendido de Alemania con 107 000 unidades fabricadas hasta 1941. Entre tanto, James Mooney, que estaba a cargo de las subsidiarias de GM en ultramar, mantuvo conversaciones con el Führer Adolf Hitler dos semanas después de la invasión nazi de Polonia y posteriormente la subsidiaria alemana de GM continuó produciendo material bélico para el Heer (Wehrmacht) (ejército alemán). Así, por ejémplo, el camión "Blitz", producido en una fábrica construida por GM en Berlín, formó parte del Blitzkrieg, la agresión de la Alemania nazi contra los países vecinos en la Segunda Guerra Mundial: Polonia, la Unión Soviética y Francia. El Blitz fue utilizado de múltiples formas — ambulancia, vehículo de mando, taller móvil— y continuó en producción hasta 1944 cuando los continuos bombardeos de los aliados consiguieron interrumpir su producción. Además Opel fabricó los bombarderos Ju-88 y empleó mano de obra forzada en sus fábricas. Por todo ello la fábrica se convirtió en objetivo militar, y bombardeada varias veces.
Tras el fin de la Segunda Guerra Mundial en Europa Opel no reanudó su actividad hasta 1947, ya que la maquinaria se la habían llevado los soviéticos como reparación de guerra. El primer Opel de posguerra fue el Olympia y tras él, en 1948 el Kapitan. Ya en 1958, Opel presentó el Rekord que fue el primer modelo de la marca que se exportó a Estados Unidos. Un año después fue rediseñado el Kapitan —que había sido presentado inicialmente en 1953— siguiendo el estilo estadounidense de GM. En 1962, la recién estrenada planta de Bochum inició la producción del primer Kadett de postguerra con cuatro cilindros y 993 cc.
Para los años 1960 Opel ofrecía en su gama vehículos de grandes dimensiones, tanto berlinas como cupés como el Kapitan, el Diplomat, el Admiral y el Commodore, ofreciendo incluso motores V8 originarios de Chevrolet. En 1970 fue presentado el Ascona A y poco antes, un derivado deportivo: el Manta A (para competir con el Ford Capri). Ya en 1980 comenzó a comercializarse el primer Opel de tracción delantera: el Kadett D. Este tipo de tracción llegó al Ascona en 1981, obteniendo un éxito notable en el segmento de berlinas medias. En 1982, el Corsa inauguró la producción en Figueruelas y marcó una decidida expansión de la marca en España. En 1984 se presenta la que iba a ser la última generación del Kadett antes de ser sustituido por los Astra.

### Como parte de Stellantis
En julio de 2021, Opel confirmó que a partir de 2028 todos sus modelos en Europa serán vehículos eléctricos de batería. La empresa también informó que esperaba lanzar una nueva versión eléctrica del modelo Opel Manta antes de 2028. Además, el fabricante anunció su proyecto de entrar en el mercado chino donde solo comercializaría vehículos eléctricos. Sin embargo, en septiembre de 2022, el constructor indicó que congelaba sus proyectos de expansión en China, en momentos en que Alemania cuestionaba su dependencia comercial del mercado chino.
Su director ejecutivo es Florian Huettl.

Principales modelos desde la adquisición por parte de Stellantis:
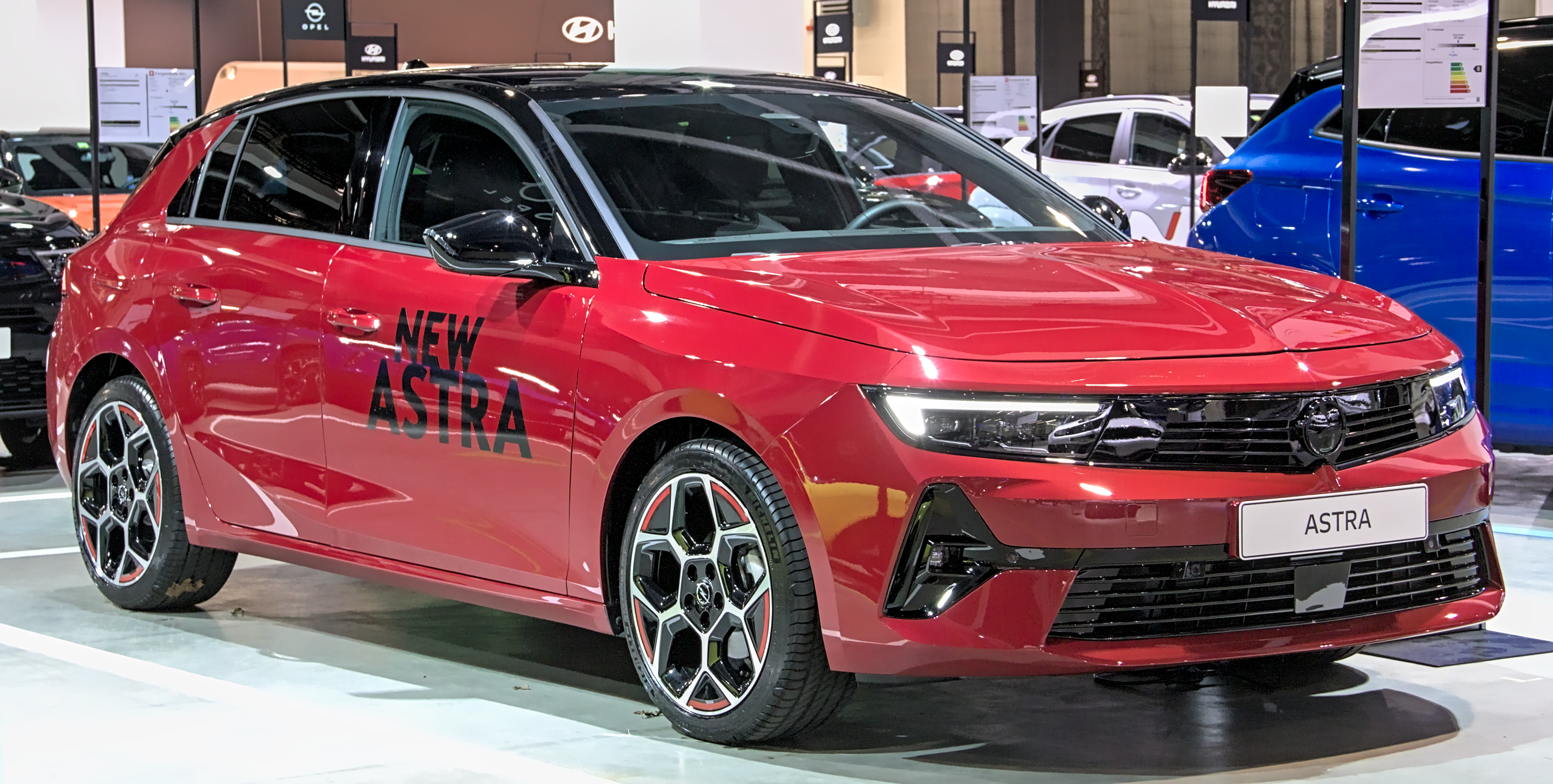
Astra L
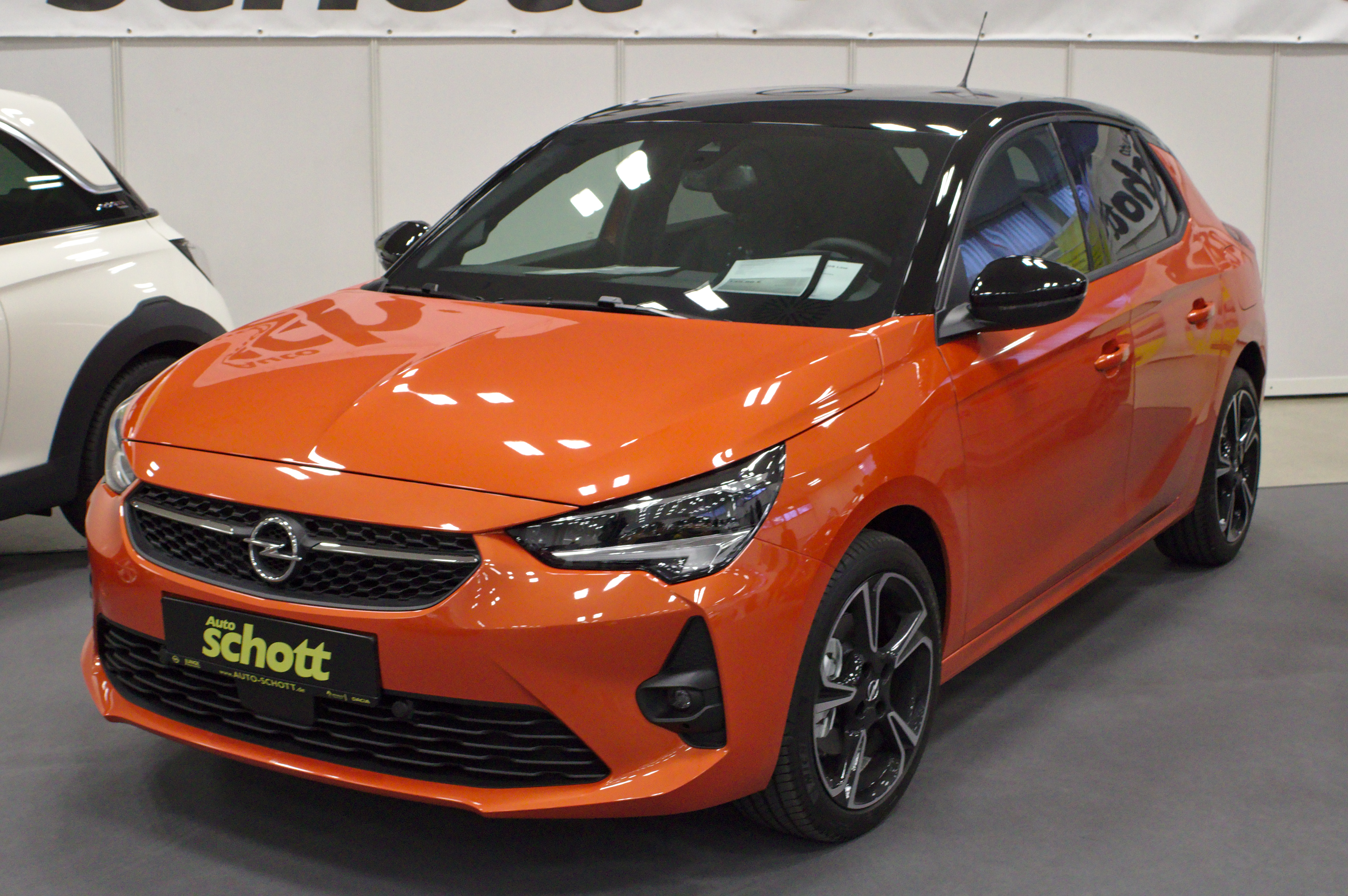
Corsa F
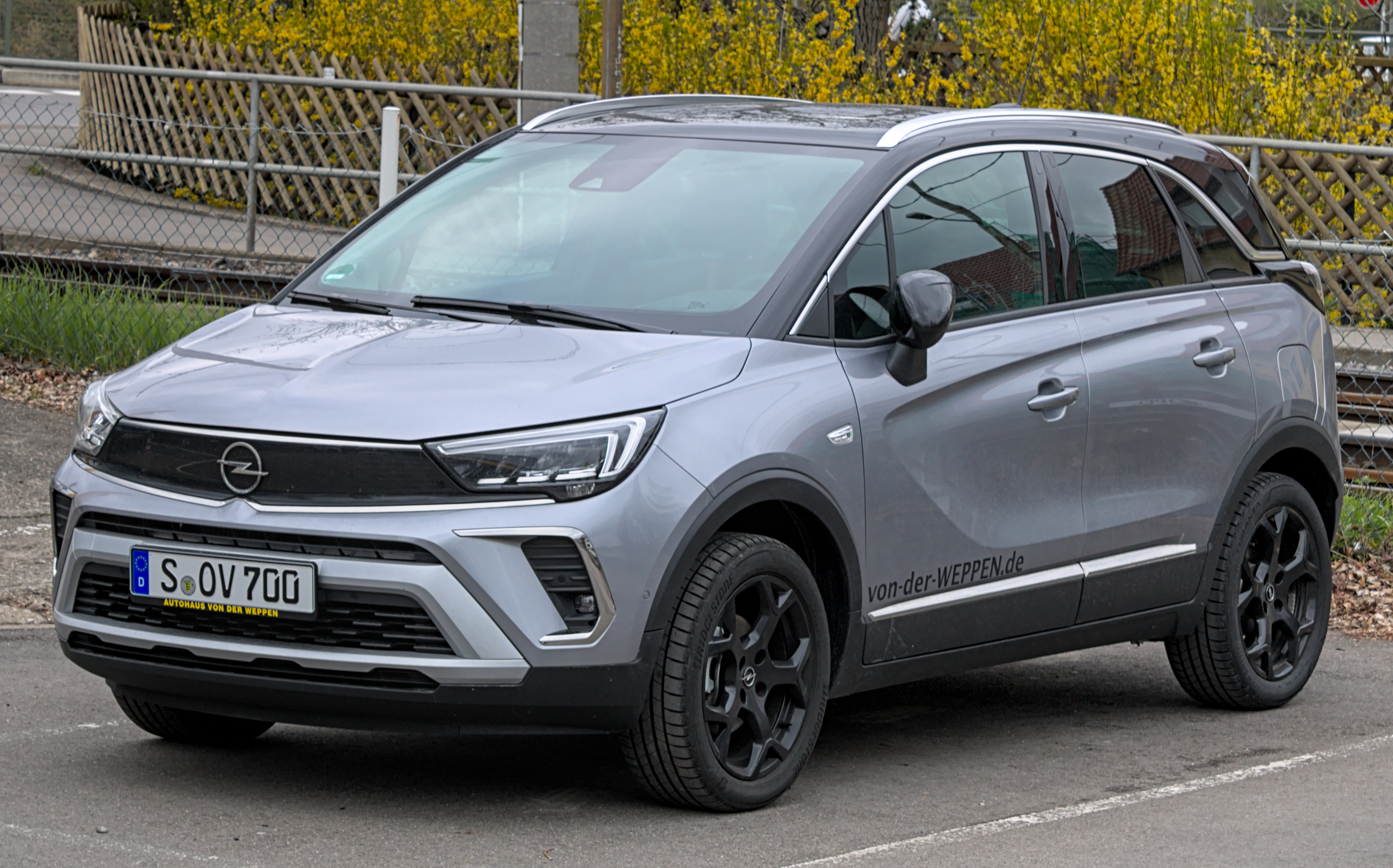
Crossland X
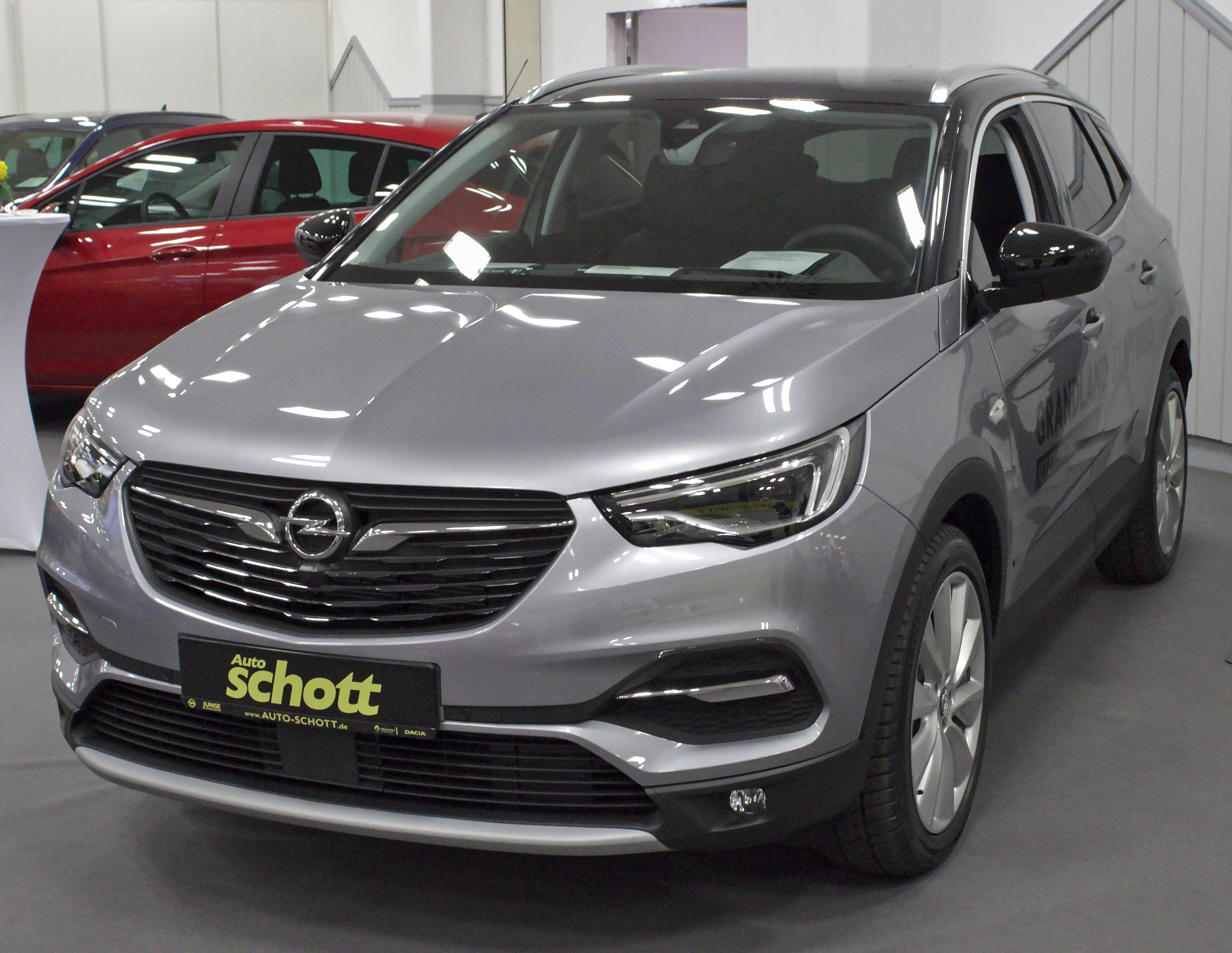
Opel Grandland X
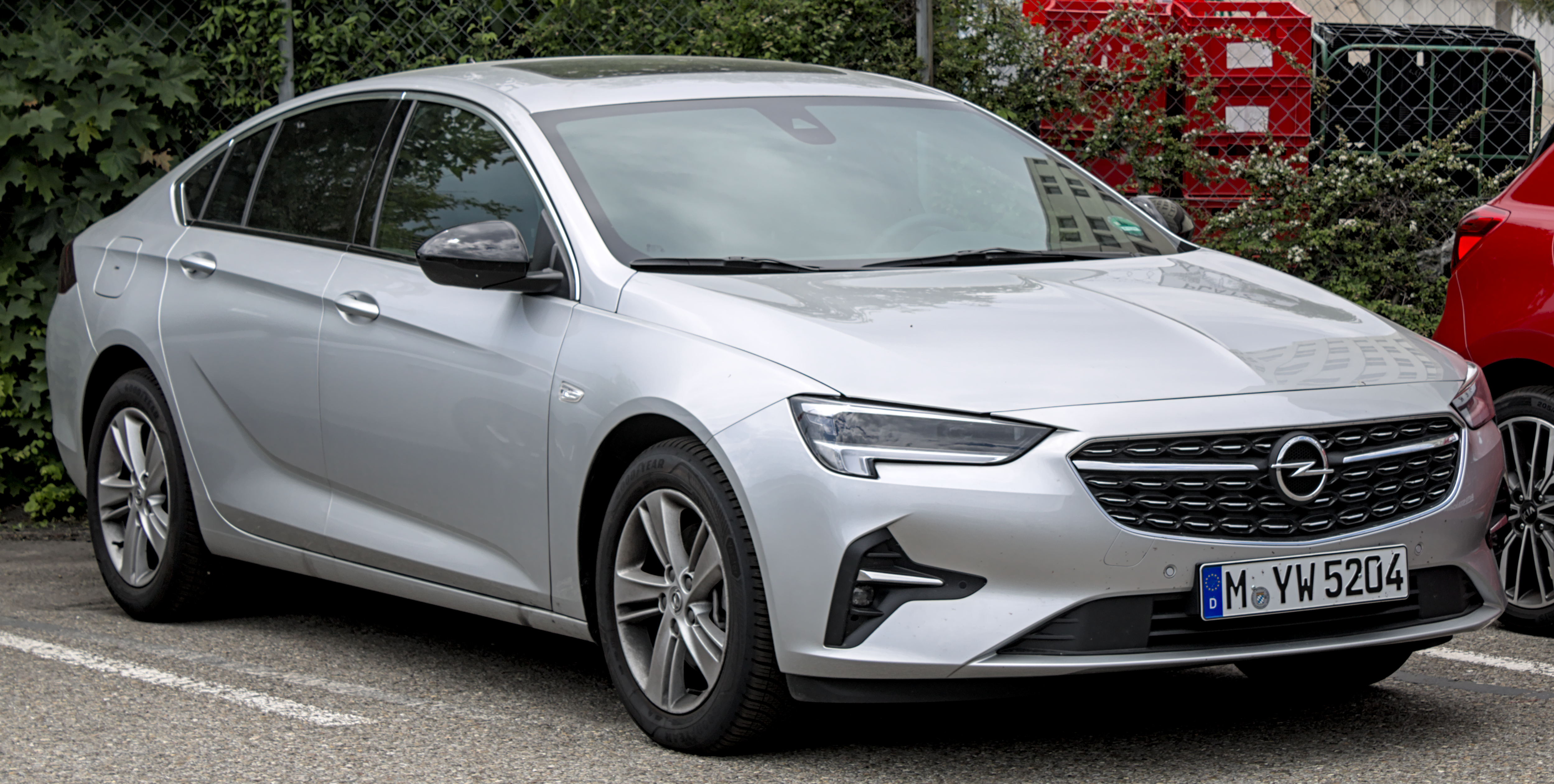
Insignia B
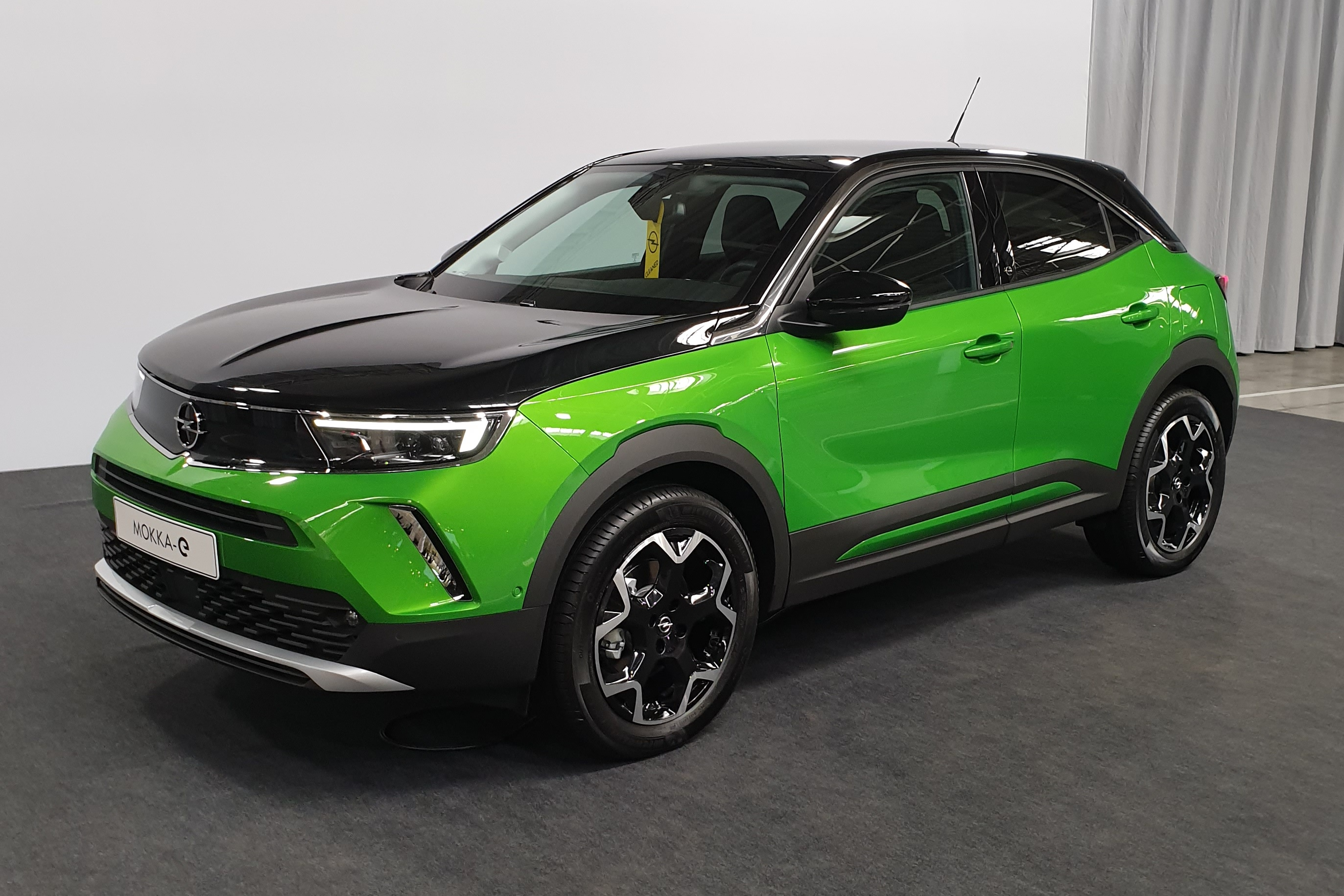
Mokka B

## Vauxhall Motors
Desde los años 1970, prácticamente todos los Vauxhall son en realidad modelos de Opel rebautizados y con un frontal distinto. Hasta ese decenio, ambas marcas coexistían oficialmente en las islas británicas. Los concesionarios de Opel en Gran Bretaña pasaron a ser Vauxhall en 1986 y al año siguiente ocurrió lo inverso en Irlanda.
A principios de los años 1990, las nuevas generaciones de los distintos modelos de Opel y Vauxhall tomaron designaciones idénticas, lo que significó cambios a ambos lados del Canal de la Mancha. Las versiones deportivas de Opel llamadas "OPC" ("Opel Performance Center") toman la denominación "VXR" en los Vauxhall.
A lo largo de su historia, esta marca pasó por sucesivas administraciones. Fue adquirida en 1925 por General Motors y prácticamente se convirtió en la subsidiaria inglesa del fabricante alemán Opel. Tras una serie de acuerdos de cooperación y negociaciones, este tándem fue adquirido a GM por el francés Groupe PSA, en 2017. Finalmente, tras la fusión de PSA con el grupo Fiat Chrysler Automobiles, es propiedad del grupo Stellantis desde 2021.
Los modelos de Opel son vendidos bajo la marca Vauxhall en Gran Bretaña. Opel era la marca principal de GM en Europa excepto en Gran Bretaña, donde lo era Vauxhall. Sus modelos eran diseños diferentes a los de Opel hasta los años 1970. El nombre de Opel desapareció completamente en 1981 después de que los concesionarios se fusionaran, con solamente el Manta y Monza, la versión cupé del Senator vendidos como Opel, hasta que fueron retirados en 1986 y 1993, respectivamente.[cita requerida]
Vauxhall comenzó adoptando los nombres de Opel para sus modelos, con la excepción del Kadett, que fue reemplazado por el Astra, ya empleado por Vauxhall en 1991. En otros mercados de conducción por la izquierda de Europa como Irlanda, Chipre y Malta, la marca principal de GM es Opel y, durante varios años, la marca Opel patrocinó a la selección de fútbol de Irlanda con el eslogan Ireland's Number One Supporter (en inglés, seguidor o hincha número uno de Irlanda). De todas formas, muchos coches Vauxhall importados del Reino Unido de segunda mano se siguen vendiendo en Irlanda.
En 2016 reportó una producción total de 118 182 vehículos.

## Presencia mundial
| Localización                                               | Productos                          |
| Opel                                                       | Opel                               |
| ---------------------------------------------------------- | ---------------------------------- |
| Rüsselsheim (Alemania, 1898) Sede central y centro de I+D. | - Insignia - Astra - Transmisiones |
| Kaiserslautern (Alemania, 1966)                            | - Componentes - Motores            |
| Eisenach (Alemania, 1990)                                  | - Grandland                        |
| Gliwice (Polonia, 1998)                                    | - Astra                            |
| Tychy (Polonia, 1996)                                      | - Motores                          |
| Aspern (Austria, 1982)                                     | - Motores - Transmisiones          |
| Szentgotthárd (Hungría, 1990)                              | - Motores - Cajas de cambios       |
| Stellantis                                                 |                                    |
| Figueruelas (España, 1982)                                 | - Corsa - Crossland                |
| Vigo (España, 1958)                                        | - Combo                            |
| Poissy (Francia, 1938)                                     | - Mokka                            |
| El Centro de pruebas se encuentra en Dudenhofen (Alemania) |                                    |

En Alemania se encuentran plantas de producción de la empresa en Eisenach y Kaiserslautern. Además hay una planta de Vauxhall en Ellesmere Port (Inglaterra) y adicionalmente se fabrican productos de Opel en plantas de Stellantis. Así en 2021, más del 40% de los vehículos fabricados por Stellantis en las plantas de Figueruelas y Vigo en España eran modelos de Opel. En consecuencia, cerca del 50% de las ventas mundiales de Opel provino de estas dos fábricas especializadas en tres modelos.

## Mercadotecnia

### Logotipo
Tras pasar a formar parte de Stellantis en 2021, se modificó su logotipo haciéndolo más fino. Según la empresa, se buscó remarcar “la fuerza innovadora de la marca” aunque el diseño resultó similar a la versión anterior. Este pasó a estar acompañado por un color amarillo y una nueva fuente de texto denominada “Opel Next”.

### Opelturm
La Opelturm es un edificio de oficinas de 14 pisos en la fábrica de Opel en Rüsselsheim cerca de la estación de tren de Opelwerk. Tras el gran incendio de la fábrica de Opel en 1911, el arquitecto Paul Meissner se encargó de la reconstrucción. Originalmente fue planeado como un rascacielos publicitario de 109 metros de altura. Hasta 1929, la base de la torre era solo un rascacielos de oficinas de 52 metros de altura en una arquitectura industrial parcialmente clasicista.
La parte superior de 57 metros de la torre se planificó como una estructura luminosa, escalonada en forma de pirámide hacia la parte superior, con elementos Art déco. Los bordes de la superestructura deben estar provistos de tiras de luz y una inscripción OPEL de 38 metros de altura debe iluminarse en cada lado. Después de la adquisición de Opel por General Motors (GM) en 1929, la torre no se completó.